# Megarenia punctalis
Megarenia punctalis là một loài bướm đêm trong họ Noctuidae.